# Diego Milán
Diego Milán Jiménez (Almansa, 10 luglio 1985) è un ciclista su strada spagnolo naturalizzato dominicano che corre per il Inteja Dominican Cycling Team.

## Carriera
Passato professionista nel 2006 con la squadra Continental Grupo Nicolás Mateos, negli stessi anni (dal 2005 al 2007) partecipa per tre volte alla prova in linea Under-23 dei campionati del mondo in rappresentanza della Spagna. Nel 2008 si trasferisce al team italiano Acqua & Sapone-Caffè Mokambo, centrando nello stesso anno due vittorie di tappa, una alla Vuelta a La Rioja e una al Grande Prémio Internacional Paredes. Alla fine della stagione 2009 torna tra i dilettanti, per correre con il team Camargo-Ferroatlantica.
Torna al professionismo nel 2011, firmando un contratto annuale con la Caja Rural, squadra Professional Continental. Dopo aver corso due anni per il Team Inteja, formazione dilettantistica dominicana, nel luglio 2013 viene ingaggiato dal Team Differdange, sodalizio Continental lussemburghese. Nel 2015 torna nel suo paese per correre con la Inteja-MMR.

## Palmarès
- 2006 (Grupo Nicolás Mateos, una vittoria)

2ª tappa Vuelta a la Comunidad de Madrid (Valdelaguna)
- 2008 (Acqua & Sapone, due vittorie)

2ª tappa Vuelta a La Rioja (Lardero > S. Domingo de la Calzada)
2ª tappa Grande Prémio Internacional Paredes (Pontevedra > Paredes)
- 2012 (Team Inteja, tre vittorie)

1ª tappa Vuelta Ciclística Independencia Nacional (Santo Domingo)
4ª tappa Vuelta Ciclística Independencia Nacional (San Cristóbal > Baní)
5ª tappa Vuelta Ciclística Independencia Nacional (Santo Domingo > San Francisco de Macorís)
- 2013 (Team Inteja, cinque vittorie)

7ª tappa Vuelta Ciclística Independencia Nacional (San Cristóbal > Baní)
4ª tappa Tour de Guadeloupe (Le Gosier > Sainte-Rose)
9ª tappa Tour de Guadeloupe (Les Abymes > Basse-Terre)
Campionati dominicani, Prova in linea
6ª tappa Tour de Beauce (Saint-Georges)
- 2014 (Team Differdange, due vittorie)

Campionati dominicani, Prova in linea
5ª tappa Tour de Guadeloupe (Vieux-Habitants > Capesterre-de-Marie-Galante)
- 2015 (Inteja-MMR Dominican Cycling Team, una vittoria)

7ª tappa Tour de Guadeloupe (Pointe-Noire > Le Moule)
- 2019 (Inteja Imca Ridea DCT, una vittoria)

5ª tappa Tour de Beauce (Saint-Georges)

### Altri successi
- 2017 (Inteja Dominican Cycling Team)

Classifica a punti Tour de Guadeloupe
Classifica scalatori Tour de Guadeloupe

## Piazzamenti

### Competizioni mondiali
- Campionati del mondo

Hamilton 2003 - In linea Juniores: ritirato
Madrid 2005 - In linea Under-23: 22º
Salisburgo 2006 - In linea Under-23: 15º
Stoccarda 2007 - In linea Under-23: 61º
- Giochi olimpici

Rio de Janeiro 2016 - In linea: ritirato

### Competizioni europee
- Campionati europei

Mosca 2005 - In linea Under-23: 54°
Valkenburg 2006 - In linea Under-23: 31°